# Kaitosaari
Kaitosaari är en ö i Finland. Den ligger i sjön Saimen och i kommunen Villmanstrand i den ekonomiska regionen  Villmanstrands ekonomiska region  och landskapet Södra Karelen, i den södra delen av landet, 210 km nordost om huvudstaden Helsingfors. Öns area är 11,8 hektar och dess största längd är 0,5 kilometer i öst-västlig riktning.